# Eichwalde
Eichwalde  er en by i Landkreis Dahme-Spreewald i delstaten Brandenburg i Tyskland.

## Geografi
Eichwalde ligger direkte ved Berlins sydøstlige bygrænse, og støder mod nord og øst op til bydelen Schmöckwitz i Berlin-distriktet Treptow-Köpenick . Mod syd grænser byens område til Zeuthen og mod vest til Schulzendorf.
I den østlige del af kommunen har Eichwalde en smal indsejling til Zeuthener See, hvor der er en badestrand og flere bådbroer.
Med kun 2,8 km² er Eichwalde den mindste kommune i Brandenburg og den med den næsthøjeste befolkningstæthed. Blandt de mere end 12.000 kommuner i Tyskland blev Eichwalde i 2012 rangeret som nr. 24 efter befolkningstæthed. Ifølge en undersøgelse fra Märkische Allgemeine Zeitung i 2010 er Eichwalde også den kommune med den højeste indkomst pr. indbygger i Landkreis Dahme-Spreewald.

## Historie
Stedet blev første gang nævnt i 1673 som Rahdelandt og var på det tidspunkt et Freigut, dvs. et skattefrit gods tilhørende bymajoren A. Quappe. I 1700 var der et sted,  Sandacker, kaldet Radeland, beliggende foran Zeuthen", som var blevet ryddet og opdyrket af Heideläufer og Krüger til Schmöckwitz. De skulle dog betale omkostningerne ved såningen til Amt Köpenick. Stavemåden Radeland optrådte første gang i 1743. I 1801 blev stedet drevet med en mejerigård ikke langt fra Schmöckwitz. Siden 1817 har Eichwalde tilhørt Teltow-distriktet i den preussiske provins Brandenburg.
Efter 2. verdenskrig kom Eichwalde under Kreis Königs Wusterhausen i DDR Bezirk Potsdam i 1952. I 1955 blev der grundlagt et VEB (folkeejet) trævirksomhed med 133 ansatte. I 1973 blev der tilføjet en VEB Hoch- und Betonbau samt et PGH for frisørfaget og det ortopædiske skomagerfag. Samfundet har været i Landkreis Dahme-Spreewald i Brandenburg siden 1993.